# Limopsoidea
Super-famille
Synonymes
- Limopsacea Dall, 1895[1]

Les Limopsoidea sont une super-famille de mollusques bivalves de l'ordre des Arcida (anciennement des Arcoida).

## Liste des familles
Selon World Register of Marine Species (14 décembre 2018) :
- famille Limopsidae Dall, 1895
- famille Philobryidae F. Bernard, 1897